# Тютюн для люльки

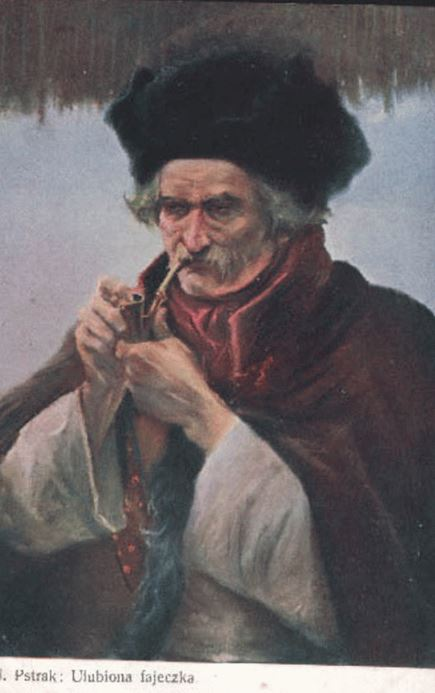
Гуцул із люлькою

Тютюн для люльки — збірна назва деяких видів тютюну, що використовується для виготовлення сумішей (рідко монокомпонентні тютюни) та проходять спеціальні стадії обробки, з метою подальшого їх застосування саме для куріння в люльці.

## Етапи виготовлення тютюна для люльки

### Первинна обробка тютюну

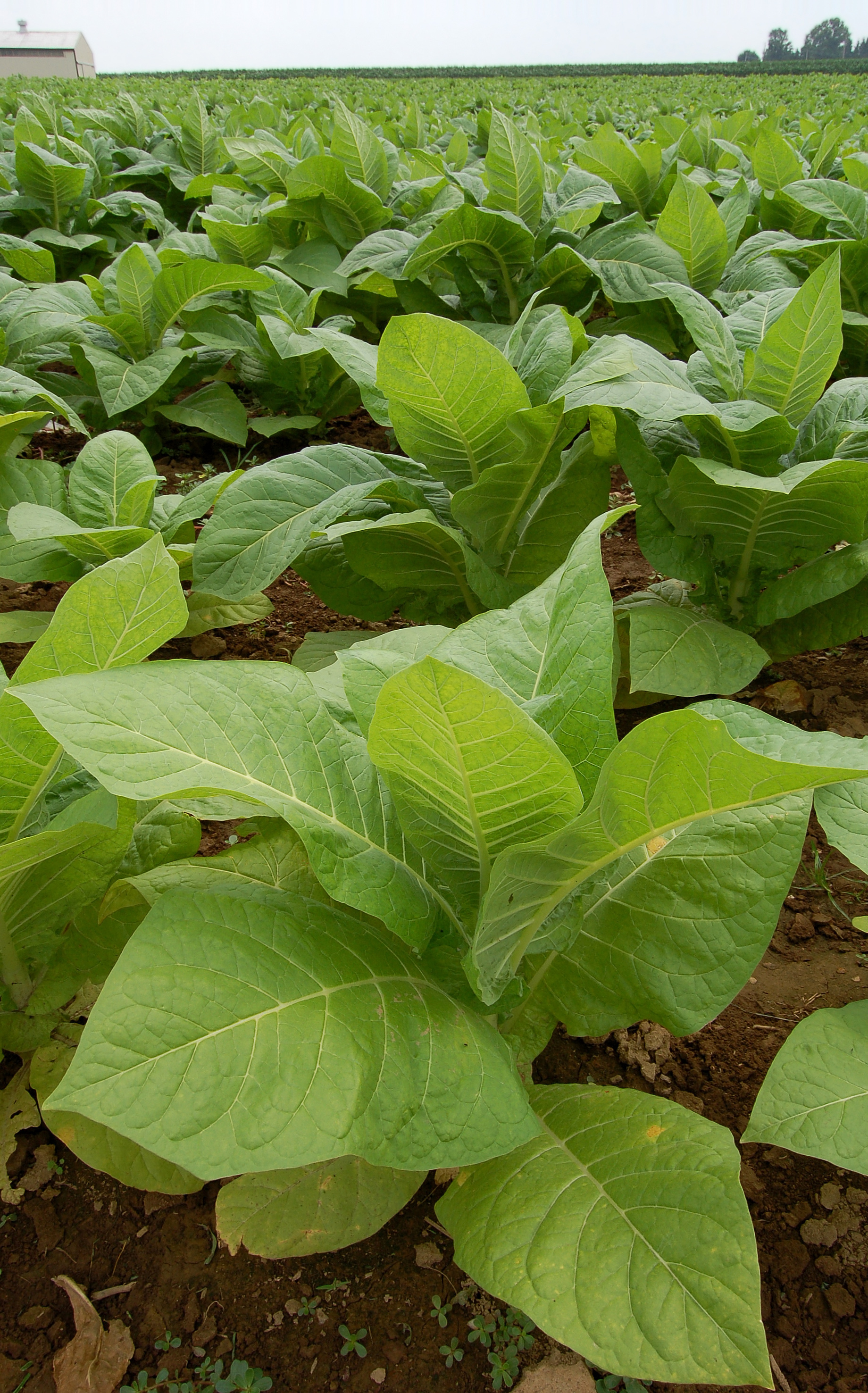
Тютюн на фермі в Пенсильванії

Після закінчення сушки тютюн проходить первинну обробку — сортування, яке починається зі зволоження тютюну, з метою покращення механічних властивостей листя тютюну. Сортування здійснюється відповідно стандартів ГОСТу на 4 категорії. Перші 2 категорії складають листя тютюну жовтого, помаранчевого та червоного кольорів з мінімальними механічними пошкодженнями. Третю категорію складають всі інші кольори, крім чорного — листя такого кольору відноситься до 4 категорії. Також до 4 категорії відносять листя зі значними механічними пошкодженнями (від фізичних факторів, хвороб чи шкідників).

### Сушка
Докладніше див.: Тютюн (сировина)

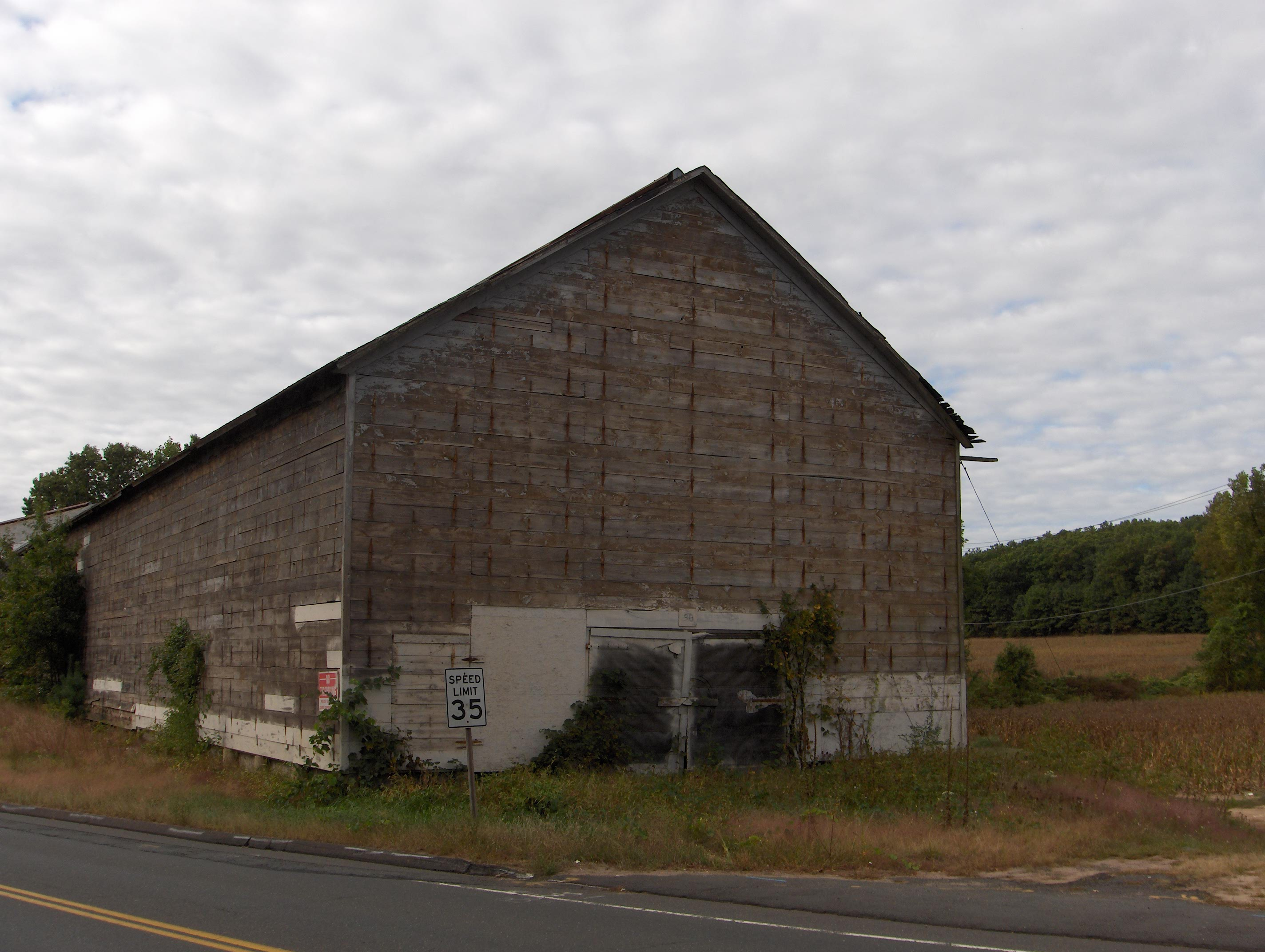
Будівля для повітряної сушки тютюну в Конектикуті

Під час даного етапу тютюнове листя втрачає до 80% вологи, частину цукрів, протеїнів, кислот, частково руйнується крохмаль і хлорофіл. Усього існує чотири методи сушки тютюну. Листя, що недостатньо пройшло даний етап обробки зберігає зелений колір. Якщо процес сушки був значно подовжений - листя набуває чорного кольору. Даний етап має свої особливості для люлькового тютюну, зокрема вогняний вид сушки — для якого підбирають особливий склад деревини для багаття аби надати люльковому тютюну специфічних властивостей.

### Ферментація
Під час ферментації змінюється хімічний склад тютюну: зменшується кількість смол, органічні речовини перетворюються в інші органічні та неорганічні речовини і таким чином змінюється аромат та смак листя. Ферментація тютюну може складатися як з одного так і з кількох етапів. Ферментація тютюну відбувається під тиском або власної ваги, або з допомогою спеціальних приладів.

Види ферментації:
- Під впливом власної ваги. У випадку ферментації під власною вагою, тютюнове листя складають у вигляді високих стовпів, в результаті чого в нижніх шарах стовпа створюється високий тиск, та відсутній кисень і в листі тютюну починаються біохімічні процеси ферментації, внаслідок чого підвищується температура. З часом нижні (вже готові) шари прибирають, а на верх стовпа кладуть нову партію тютюнового листя.
- Під впливом направленого тиску. Тютюн складають шарами та витримують під впливом тиску пресу. Під пресом тютюн сильно змінює свій колір та смак.
- Ферментація Cavendish. Cavendish — збірна назва тютюнів, які пройшли спеціальну обробку, в результаті чого отримав назву даний метод, особливістю якого є одночасне пресування, температурна обробка, додавання приправ і ароматизація одночасно.
- Ферментація Perique. Даний особливий гібрид тютюну витримується в бочках під пресом, без доступу повітря, у власному соку протягом 10 місяців з багатократним перекладанням.
- Ферментація ролл-тютюнів. Тютюнове листя щільно скручують у вигляді трубки. Всередину такої трубки можуть помістити попередньо нарізаний тютюн.
- Ферментація Twist. Листя різних сортів тютюну складаються в порядку, скручуються джгутом і покриваються покривним листом.

### Термічна обробка
Додаткова термічна обробка може відбуватися як після так і під час ферментації. Основою її метою є карамелізація цукру і відкриття пор тютюнового листя, що в покращує всмоктування компонентів суміші а в подальшому — соусів та ароматизаторів. Існують такі види:
- Обробка парою.
- Обробка сухим гарячим повітрям.
- Піджарювання (листя тютюну безпосередньо контактує з розігрітою поверхнею).

### Додавання «соусу»
В тютюн вводиться спеціальний соус на водяній основі, який покращує смак тютюну, роблячи його більш солодким, м'яким і ніжним, але не змінює його аромат.

### Ароматизація
Під час виконання даного етапу в тютюн вводять ароматизатори на спиртовій основі, які мають покращити аромат суміші але не змінити його смак. 

### Додавання додаткових компонентів
З метою збереження вологи використовують  пропіленгліколь, гліцерин, сорбіт. Також з метою збереження тютюну можуть додавати протигрибкові препарати.

### Утворення сумішей
Абсолютну більшість сучасних тютюнів для люльки складають багатокомпонентні суміші (моносуміш тютюну має надто специфічні смакові властивості і тому серед люлькокурів дуже мало прихильників такої продукції) відомі як бленди (англ. Blend - суміш), які, як склалося історично, мають основні, найбільш очікувані, від них склад і відповідно смаки. Серед усіх видів блендів можна зустріти як сильно ароматизовані так і практично неароматизовані тютюни. Виділяють такі типи блендів :

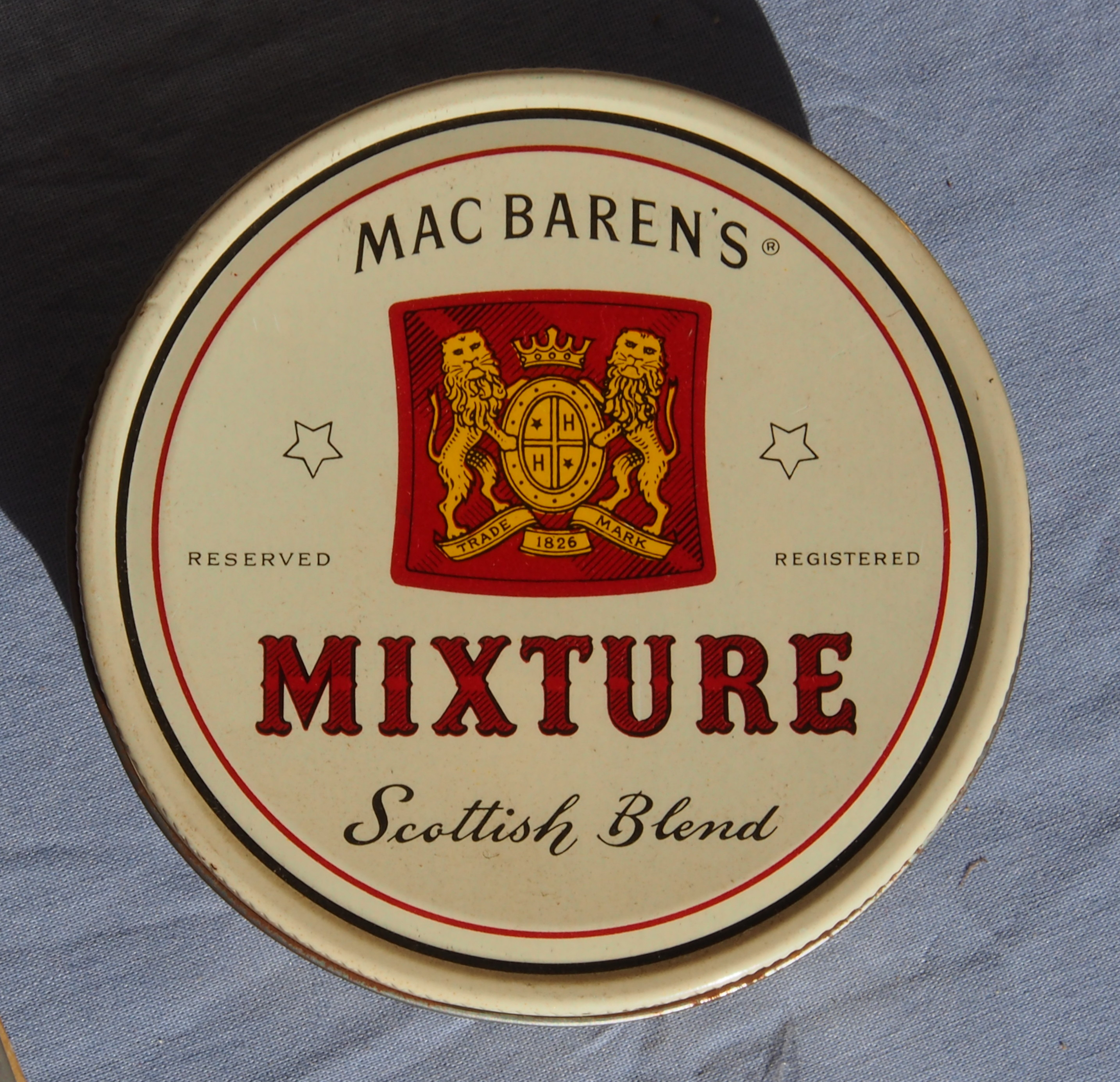
Банка тютюну шотландської суміші

- Англійська суміш — зазвичай складаються з сортів вірджнії, латкії та орієнталів з Греції та Туреччини; приправи — перік. Всередині даної групи виділяють також Шотландську суміш (темна вірджинія, орієнтали та латакія; приправи — чорний кавендиш, берлі, кентукі), Вірджнинську суміш (суміш різних сортів вірджинії, різних років врожаю з приправою періком), Сучасну англійську суміш (аналогічна англійській але з додаванням ароматичних речовин). Згідно з британським законодавством в англійські суміші можна додавати не більше 0,2% інградієнтів нетютюнового походження, тому англійські суміші практично не містять в собі хімічні домішки.

Відомими представниками даного типу сумішей є англ. Dunhill Standard Mixture Medium, англ. Dunhill London Mixture; шотландські суміші — англ. McConnell's Scottish Blend, англ. Cornell & Diehl Strathspey, англ. Robert McConell The Original Oriental, англ. Peterson Old Dublin; вірджинські суміші —  англ. Dunhill Light Flake, англ. Dunhill De Lux Navy Rolls, англ. Gawith Hoggarth TT Ltd; сучасна англійська — англ. Ashton Type 2
- Американська суміш — зазвичай складаються з сортів берлі, меріленд та світлої вірджинії; приправи — кавендіш, перік, латакія.

Відомі представники — англ. Prince Albert, англ. Captain Black, англ. Nat Sherman, англ. McClelland и англ. Cornel & Diehl.
- Голландська суміш — зазвичай містять у собі американські, центральноамериканські та індонезійські тютюни (джава, суматра, безоекі); приправи — вірджинія, берлі, орієнтали. Особливістю даного типу сумішей є те, що ферментизації підлягають не окремі компоненти суміші а уся суміш тютюнів.

Популярні представники даної суміші — англ. Clan, англ. Borkum Riff, англ. Dutch Master, англ. Sail, англ. Flying Dutchman, англ. Niemeyer, англ. Neptune, англ. Holand House.
- Данська суміш — зазвичай містить в собі світлі сорти вірджинії та темний кавендіш; приправи — перік, кентукі, орієнтали, латакія. Іноді в даний тип сумішей додають алкогольні напої.

Яскравими представниками даного типу є Sweet Dublin Dunish Mixture створена в 1965 р. ірландцем Джеймсом Брауном, англ. Danish Truffles Поля Стенвелла та майже всі тютюни від англ. MacBaren, англ. Scandinavisk Tobakskompagni - англ. Nordisk B.A.T. (англ. Orlik Tobacco Co, англ. A.& C. Petersen, англ. Nordisk Tobakskompagni) - англ. Olsen, англ. Larsen, англ. Stanwell.
- Французька суміш — виділяється вмістом як приправи сигарного листа (англ. Cigar leaf), насіння якого добувають на Кубі, а самі рослини вирощують в Домініканській Республіці. Основа — вірджинія. орієнтали. Такі суміші мають запах сигар і високу міцність.

Відомі представники - англ. Caporal, англ. St Claud.

### Нарізка
Вид нарізки тютюну впливає на смакові відчуття, зовнішній вигляд та темп горіння тютюну. Найчастіше виділяють таки основні типи нарізки як  :
| Назва нарізки | Підвид | Опис | Приклад використання | Зображення |
| --- | --- | --- | --- | ---------- |
| англ. Ready Rubbed                                                                                                   | англ. Ready Rubbed                                                                                                   | являє собою англ. Flake, який потім був подрібнений у вигляді стрічок | Dunhill Ready Rubbed, St. Bruno Ready Rubbed, W.O. Larsen`s Old Fashioned, Cornell & Diehl #099 - Engine 99                               |            |
| англ. Ready Rubbed                                                                                                   | англ. Cross Cut, англ. Granulated                                                                                    | американській спосіб нарізки тютюну, коли тютюн спочатку пресують, а потім ріжуть хест-нахрест в результаті чого отримують кубики | McClelland Royal Cajun Blends Ebony |            |
| англ. Ready Rubbed                                                                                                   | англ. Cube Cut | пресований тютюн нарізують поперек волокна на невеликі кубики | Danish Truffles |            |
| англ. Ready Rubbed                                                                                                   | англ. Crimp Cut | злегка пресований і коротко порублений (кудрявий) тип нарізки тютюну з додатковою підсушкою | Mac Baren Honey & Chocolate |            |
| англ. Ready Rubbed                                                                                                   | англ. Chop Cut | спосіб нарізки тютюну, широко нарубленого поперек листя (на сьогодні не використовується) | Critic Chop Cut Mixture Tobacco Tins |            |
| англ. Flake, англ. Flake Cut, англ. Navy Cut, англ. Sliced Plug                                                      | англ. Flake, англ. Flake Cut, англ. Navy Cut, англ. Sliced Plug                                                      | пластинки товщиною близько 1,5 мм які отримують в результаті нарізання англ. Plug | Peterson University Flake, Dunhill Light Flake, Erinmore Erinmore Flake, Mac Baren Vanilla Flake                                          |            |
| англ. Plug | англ. Bar, англ. Crumble Cake                                                                                        | пресований блок тютюну для самостійної нарізки, який був створений з нарізаного тютюну | Captain Earle's - Nightwatch, Cornell & Diehl Bulk Night Train, Briar Fox, Cornell & Diehl Black Frigate, Cornell & Diehl Bow-legged Bear |            |
| англ. Plug | англ. Stoned | сильно пресований блок тютюну, який підлягає тільки зішкрібанню | Revor Plug, Peterson's Perfect Plug, Ilsteds Dark Fired Plug, Dark Plug                                                                   |            |
| англ. Birds Eye | англ. Birds Eye | тютюн у якого не видаляють жилки, легко пресують і нарізують поперек жилок | Dark Birds Eye |            |
| англ. Broken Flake                                                                                                   | англ. Broken Flake                                                                                                   | пластинки англ. Flake, які потім були деформовані та розірвані | Gawith Hoggarth & Co. #7 Broken Flake, Cornell & Diehl Manhattan Afternoon Tobacco                                                        |            |
| англ. Ribbon Cut, англ. Mixture                                                                                      | англ. Shag, англ. Fine Cut                                                                                           | найбільш поширений тип нарізки довгими стрічками вздовж листа дуже малої ширини. Використовується як нарізка для тютюну до самокруток | Germain’s King Charles Mixture, Peter Stokkebye Balkan Supreme                                                                            |            |
| англ. Ribbon Cut, англ. Mixture                                                                                      | англ. Fine Medium Cut, англ. Medium Cut                                                                              | найбільш поширений тип нарізки довгими стрічками вздовж листа середньої ширини | Dunhill My Mixture 965, GL.Pease Renaissance, McClelland Three Oaks Syrian, McCranie’s Red Ribbon                                         |            |
| англ. Ribbon Cut, англ. Mixture                                                                                      | англ. Wild Cut, англ. Hand Cut, англ. Exotic Cut                                                                     | найбільш поширений тип нарізки довгими стрічками вздовж листа великої та водночас нерегулярної ширини | Rotary Wild Cut, Springwater Exotic Cut                                                                                                   |            |
| англ. Spun Cut, англ. Rolled Cut, англ. Curly Cut, англ. Roll Cake                                                   | англ. Spun Cut, англ. Rolled Cut, англ. Curly Cut, англ. Roll Cake                                                   | рідкісний тип нарізки, коли різні сорти тютюнового листя скручують в «рулет» діаметром кілька сантиметрів, витримують і нарізають у вигляді «монеток» (англ. coins)                                                                              | Bell's Three Nuns, Peter Stokkebye - Escudo Navy Deluxe, Dunhill De Luxe Navy Rolls                                                       |            |
| англ. Twist, англ. Impi Twist, англ. Brown Twist, англ. Black Twist, англ. Pigtail, англ. Beano Pigtail, англ. Bogie | англ. Twist, англ. Impi Twist, англ. Brown Twist, англ. Black Twist, англ. Pigtail, англ. Beano Pigtail, англ. Bogie | найбільш рідкісний тип нарізки тютюну, коли тютюнове листя різних сортів скручують вручну в тонкі та довгі «ковбаски» діаметром від кількох міліметрів до кількох сантиметрів, які довго витримуються. Для куріння нарізають у вигляді «монеток» | Brown Irish Twist, Black Irish Twist, Sweet Whiskey Twist                                                                                 |            |

## Складові тютюнових сумішей для люльки
З метою виготовлення тютюнових сумішей використовуються такі сорти (суміші сортів чи спеціально оброблені сорти) тютюну  :
- англ. Besoeki — вирощується в Індонезії. Особливо якісний тютюн вирощують на острові Ява. Дуже рідко використовують в тютюнових сумішах, як складову кавендішу. В основному використовують як покривний лист для виробництва сигар та Голландських сумішей.

- англ. Brazylia - міцний тютюн. Рідко використовується як компонент в сумішах з англ. Java та англ. Kentucki. Приклад використання — Peterson Sherlock Holmes.

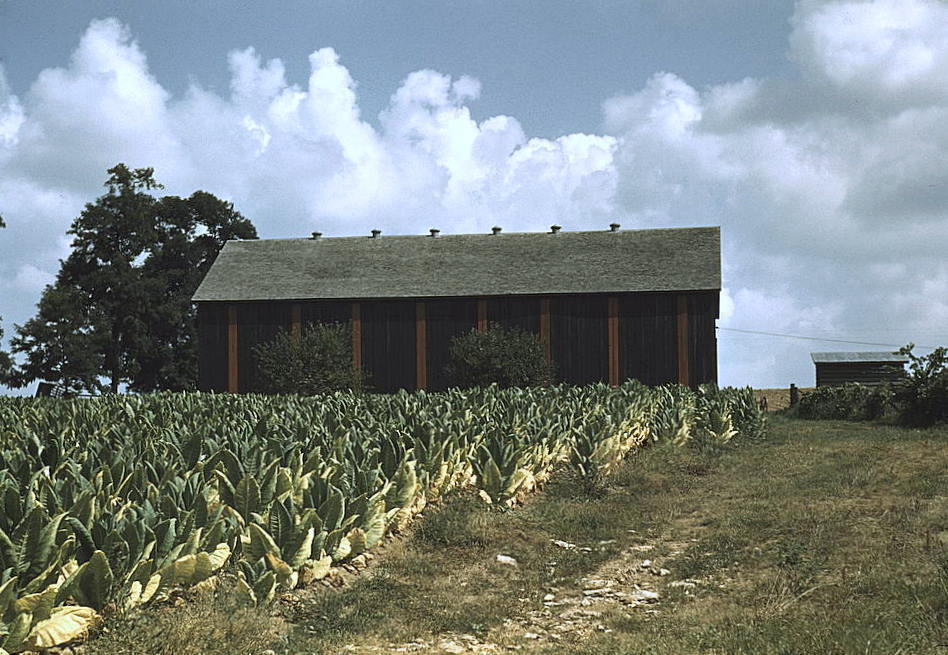
Поле на якому росте Берлі

- англ. Burley — мутація сорту тютюну вірджинія White Burley (отримано в 1864 році Джорджем Уеббом в Огайо). Містить мало цукрів але багато нікотину. Горить повільно, насичуючи дим горіховими та шоколадними нотками. В сумішах складає не більше 20%. Проходить обробку за методом англ. Air-cured. Приклад використання —  Ilsteds Own Mixture № 44.
  - англ. Kentucky — сорт тютюну виведений з берлі в штаті Кентукі. Надзвичайно міцний. Має смак, що нагадує сушені сливи. Обробляється за методом англ. Fire-cured. Приклад використання — Irish Flake.

- англ. Carolina — тютюн родом з Південної Кароліни. Є видозміною (під впливом клімату та інших зовнішніх факторів) тютюну вірджинія. Куриться гаряче, вивільнаючи фруктові нотки. Приклад використання — Old Church.

- англ. Cavendish — суміш тютюнів, які пройшли багатократну ферментацію, багаторазове пресування, розпарування і підсушування, внаслідок чого втрачають багато нікотину, білків і крохмалю. Суміш названа на честь капітана, який для економії місця, вирішив спресувати тютюн в бочки з-під рому. Під впливом високих температур вдень, та низьких температур вночі суміш тютюну стала більш ароматною і м'якшою. Приклад використання — Dunhill My Mixture 965. 
  - англ. Black Cavendish — суміш темних тютюнів, які пройшли багатократну ферментацію, багаторазове пресування при високих температурах, розпарування і підсушування, внаслідок чого втрачають багато нікотину, білків і крохмалю. Має м'який смак і специфічний аромат. Проходить обробку за методом англ. Air-cured. Приклад використання — Old Church.

- англ. Cigar leaf — родина сигарних тютюнів, що рідко використовуються в тютюнових сумішах (в основному Голландські) і комбінуються з іншими сигарними сортами, що додають в люлькові суміші. Приклад використання — Dominican Glory.

- англ. Dark Fired — група тютюнів з дуже темним листям на основі тютюну вірджинія, що містять багато цукрів і мають сильний аромат. Приклад використання — Bell’s Three Nuns.

- англ. Dubec — тютюн з родини орієнталів. Вирощується в Туреччині, Македонії, Криму. Обробляється за методом англ. Sun-cured. Приклад використання —  Celebrated Sovereign.

- англ. Havana — сорт кубинського сигарного тютюну, що рідко використовується як компонент в сумішах з іншими сигарними тютюнами. Приклад використання — Key Largo.

- англ. Izmir — тютюн родини орієнталів, що вирощують в Туреччині на березі Егейського моря. Містить мало нікотину та велику кількість цукрів. Обробляється за методом англ. Sun-cured. Приклад використання — Embarcadero.

- англ. Java — сигарний тютюн. Важливий компонент кавендішу. Приклад використання — Von Eicken Private Club.

- англ. Latakia — різновид орієнталів, з специфічним методом обробки, що виробляється на Кіпрі та в Сирії (назва походить від сирійського міста). При збиранні врожаю зрізається весь куст а не тільки листя. Сушиться в димі від тирси дуба, мирта та кипариса (на Кіпрі та в Сирії сушка відбувається на тирсі від різних дерев), що дає йому незвичайний запах та смак. На Кіпрі Latakia виготовляється з сорту Smirna, а в Сирії Latakia виготовляється з сорту Шек-аль-Бінт. Вважають, що сирійська латакія має більш насичений смак і аромат. Може складати максимум 50% суміші (в асолютній більшості сумішей набагато менше). Обробляється за методом англ. Fire-cured. Приклад використання —  Dunhill My Mixture 965 (Кіпрська), GL.Pease Renaissance (Сирійська).

- англ. Macedonia Bright — тютюн з родини орієнталів. Вирощується в Греції (англ. Greek), Болгарії (англ. Bulgarian) та країнах колишньої Югославії (англ. Yugoslavian). Обробляється за методом англ. Sun-cured. Приклад використання —  Dunhill My Mixture 965.

- англ. Maduro — використовується як покрівний лист для сигар. Рідко використовують як люльковий тютюн. Проходить довготривалу ферментацію та обробку за методом англ. Air-cured. Приклад використання — GL.Pease Robusto.

- англ. Manila — сигарний тютюн, що вирощують на Філіппінах. Рідко використовують як люльковий тютюн.

- англ. Maryland — нейтральний на смак і запах тютюн, що часто використовують для ароматизованих сумішей. Є видозміною (під впливом клімату та інших зовнішніх факторів) тютюну вірджинія. Обробляється за методом Air-cured. Приклад використання — Esoterica Tobacciana «And So To Bed».

- англ. Perique — рідкісний тютюн, що вирощують тільки в Луїзіані на берегах Міссісіпі (сумарна площа полів становить лише 6 гектарів і належить одній сім'ї). За однією з версій названий на честь француза  фр. Pierre Chenet, який відкрив таємницю виготовлення цього тютюну в індіанців (згідно з іншою думкою він сам винайшов даний метод [7]). В сумішах становить 2-10%, максимум 15%. Обробляється за методом Air-cured. Приклад використання — Peter Stokkebye Escudo Navy Deluxe.

- англ. Samsun — тютюн родини орієнталів, який вирощують на берегах Чорного моря. Містить багато цукрів та має м'який аромат. Обробляється за методом англ. Sun-cured. Приклад використання — McClelland Orient 996.

- англ. Sumatra — індонезійський сигарний тютюн вищого сорту. Рідко використовуються в люлькових сумішах.

- англ. Turkish — тютюн орієнтальної групи, який вирощують в Туреччині та використовують в англійських сумішах. Приклад використання — The Balkan Sobranie Original Smoking Mixture.

- англ. Virginia —солодкий тютюн з низьким вмістом смол. Обробляється за методом Flue curing. На відміну від поширеної думки, вперше була отримана не в Вірджинії, а в Північній Кароліні [8]. В залежності від багатьох факторів виділяють такі різновиди:
  - англ. Bright Virginia — жовто-червоного кольору, з не сильно різким смаком. Приклад використання — John Aylesbury Scottish Blend.
  - англ. Brown Virginia — будь-яка Virginia, яка проходить обробку за методом англ. Air-cured. Приклад використання — Fribourg & Treyer Special Brown Flake.
  - англ. Dark Virginia — сильно ферментований різновид вірджинії. Приклад використання — Astleys Pipe Tobacco No.88 Matured Dark Virginia.
  - англ. Gold Virginia — виготовляється з спеціально оброблених методом англ. Flue-cured сортів тютюну вірджинія. Приклад використання — W.O. Larsen 1864 Perfect Mixture.
  - англ. Matured Virginia — витримані листки вірджинії, що мають солодкий смак з фруктовими нотками. Приклад використання — Samuel Gawith 1792 Flake.
  - англ. Red Virginia — сорт вірджинії, який вирощують в Африці і містить найменше цукрів цукрів. Приклад використання — GL.Pease Renaissance.
  - англ. Stoved Virginia — спеціально оброблені за методом англ. Flue-cured під паром високого тиску, листя вірджинії, що мають ніжний фруктово-шоколадний аромат. Приклад використання — Astleys № 88 Matured Dark Virginia.
  - англ. Yellow Virginia або англ. Lemon Virginia — яскраво жовтого кольору, містить дуже багато цукрів, має підвищену кислотність і цитрусові нотки. Приклад використання —  McClelland Tinned Collector: Tudor Castle.
  - англ. Zimbabwean Orange - спеціально оброблений за методом англ. Flue-cured тютюн вірджинії з високим вмістом цукрів, що гаряче куриться. Приклад використання — Peterson University Flake.

## Зберігання тютюнових сумішей для люльки

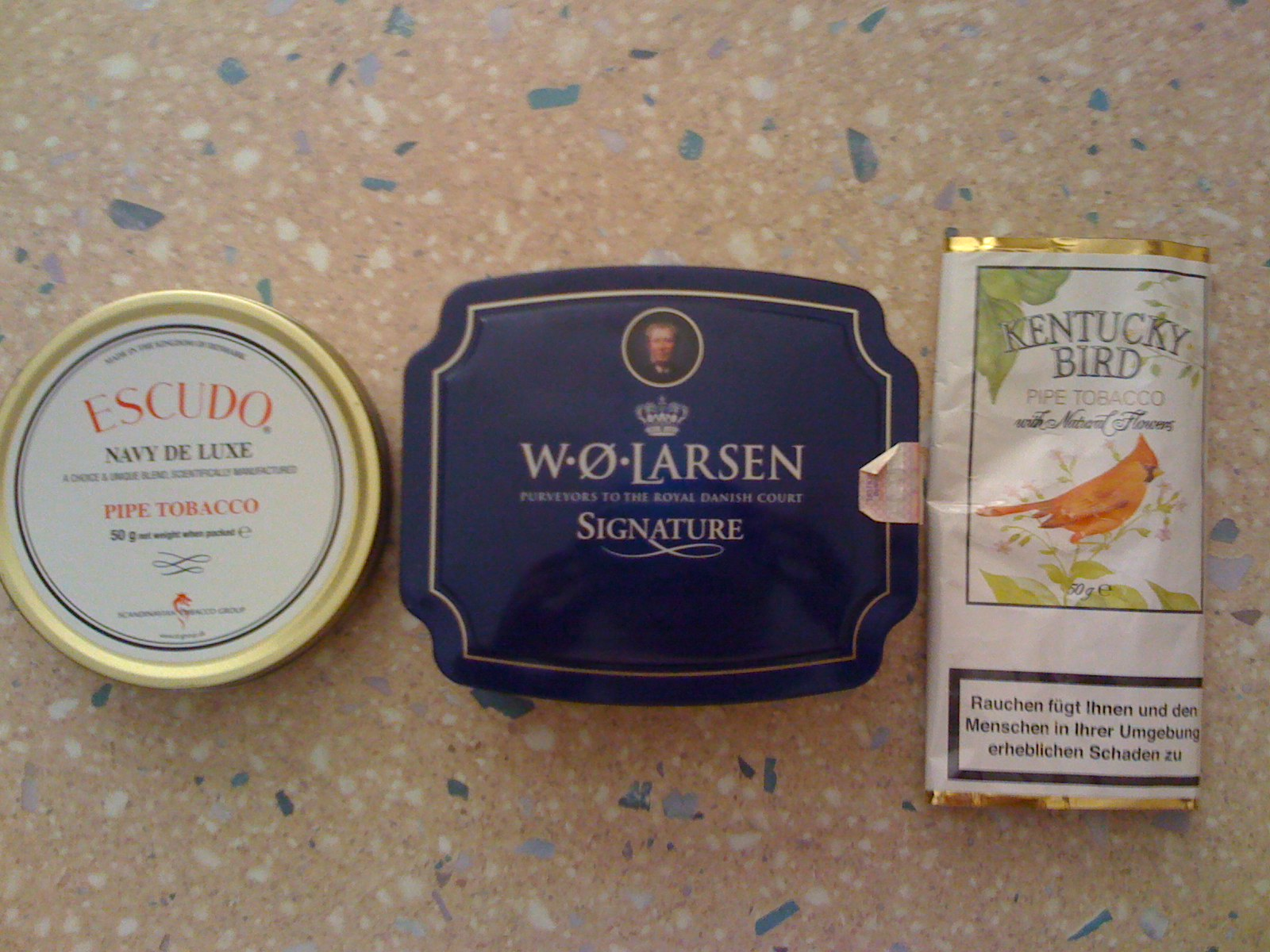
Різні види упаковки тютюну (зліва направо): вакуумна, коробкова (усередині кісет) та кісетна упаковки

Для правильного зберігання придбаного тютюну необхідні дві умови — дотримання вологості (звичайна вологість становить 12-14 %) та герметичності. Особливо швидко втрачають свою вологість тютюни, що продають у кисетах. Менше піддаються висушуванню тютюни в вакуумних упаковках. У випадку, якщо паління люльки не часте, або/і одночасно відкриті кілька тютюнів, рекомендується пересипати тютюн в герметичні упаковки, як придбані в місці продажу тютюну, так і саморобні, домашні аналоги. Досить непоганим варіантом є звичайна скляна банка зі щільно підігнаною кришкою. В такій посудині тютюн може зберігатися досить довго без втрати для смаку та аромату. Рекомендують також покласти до упаковки спеціальний зволожувач (вологість має бути на рівні 15-18 %) — часто це губка в дірявій «шайбі» (який часто можна замінити саморобними виробами), яку треба час від часу зволожувати дистильованою водою. Для зволоження тютюну в вакуумних упаковках часто достатньо покласти всередину легко змочений ватний диск. Як перезволоження, так і пересушення тютюну погіршує його смак та якість куріння, які не можна буде відновити. При перезволоження можлива поява цвілі.
Не рекомендується зволожувати тютюн в х'юмідорах для сигар та використовувати для зволоження різні овочі та фрукти. В обох випадках відбудеться спотворення смаку тютюну.